# محمد الأسمر
محمد الأسمر (6 نوفمبر 1900 - 7 نوفمبر 1956) هو شاعر مصري.

## نشأته
ولد محمد الأسمر في مدينة دمياط بمصر في يوم الثلاثاء 13 رجب سنة 1318 هجرية الموافق 6 نوفمبر 1900 ميلادية، ويرجع لقب الأسمر إلى رجل من الصالحين قدم من مراكش إلى دمياط وهو فاتح بن عثمان الأسمر التكرورى، وكان من المتصوفة محبا للخير وفاعلا له، وقد أطنب المقريزى وهو يتحدث عن دمياط في ذكر شمائله.

وفاتح هذا هو المعروف عند أهل دمياط وما يجاورها من بلاد باسم «أبى المعاطى» لكثرة عطاياه وبركاته.

التحق الشاعر محمد الأسمر في طفولته بمكتب من مكاتب تحفيظ القرآن الكريم بدمياط، ثم
التحق بمدرسة الحزاوى الأهلية وهو في الثامنة من عمره وتخرج منها سنة 1914 ميلادية، وزاول التدريس بها شهورا، ثم قام بعمل كتابى في أحد المحلات التجارية برأس البر مدة المصيف (ثلاثة أشهر).

ثم التحق بمعهد دمياط الدينى سنة 1915 ميلادية وغادره سنة 1920 ليلتحق بمدرسة القضاء الشرعى بالقاهرة، وظل بها ثلاث سنوات، ثم ألغت الحكومة المصرية المدرسة لأسباب سياسية، فالتحق طالبا بالأزهر.

عمل مصححا بجريدة السياسة التي كان يصدرها حزب الأحرار واستمر ثلاث سنوات يجمع بين الدراسة في الأزهر والعمل بالجريدة.

تخرج من الأزهر سنة 1930 ونال منه شهادة العالمية النظامية، وعين كاتبا بالأزهر ثم أمينا لمحفوظات الإدارة العامة للمعاهد الدينية، ثم عين معاونا بمكتبة الأزهر ثم أمينا لمكتبة المعهد الدينى بالإسكندرية مع بقائه بالقاهرة منتدبا للعمل بمكتبة الأزهر ثم أمينا لمكتبة الأزهر.
وانتدب مرتين للعمل بوزارة الداخلية في قسم مراجعة الكتب، لإبداء رأيه فيها من الناحية الدينية والاجتماعية، وكان يؤخذ رأيه في بعض الأفلام السينمائية.

اختير مرتين عضوا في لجنة النصوص بالإذاعة، وفي سنة 1956 ميلادية اختير عضوا في لجنة الشعر بالمجلس الأعلى لرعاية الفنون والآداب بمصر.

## شخصيات في حياته
اشتهرت القاهرة بصالوناتها ونواديها ومجالسها الأدبية، وكان من بينها قصر آل عبد الرازق بحى عابدين. كان الشيخ مصطفى عبد الرازق أول الرعاة للشاعر الأسمر، واعترافا بالفضل صدر الشاعر محمد الأسمر ديوانه (ديوان الأسمر) برأى للشيخ ورد ضمن خطاب أرسله فضيلته إلى الأسمر يقول فيه عن شعره:
"صديقى الأستاذ الأسمر:

لشعرك تأثير في نفسى أحسبه يفوق ما يفعل الشعر، ذلك أنه فيض نفس أحبها، وقد يكون سحرا ذلك الذي ترسله نغما موسيقيا بسيطا في أسلوب سهل فيسرى في الأرواح ويفجر العواطف خلالها تفجيرا."

كما يفرد الأسمر بابا مستقلا بديوان الأسمر تحت عنوان (الرازقيات الأستاذ الأكبر الشيخ مصطفى عبد الرازق).
أما أنطون الجميل رئيس تحرير جريدة الأهرام فقد انعقدت بينه وبين الشاعر صداقة ومودة، وأعجب بشعره كثيرا، وأفسح له صدر جريدة الأهرام لنشر شعره، وقد أفرد الأسمر بديوانه بابا مستقلا عنوانه (الجميليات) يضم ثلاث عشرة قصيدة. ويكتب أنطون باشا الجميل مقدمة ديوان (تغريدات الصباح) فيحلل شعر الأسمر ويقول:
«وشعر الأسمر في معظمه مزيج من الحقيقة والخيال، يرتفع الشاعر حينا في جو التصوير فيصور ما يجلوه له الخيال، ويغوص في أعماق النفس حينا فيروى ما يشعر به حسه، ويدرج حينا في عالم الحقائق المجردة فيصف شؤون الحياة كما هي، جميلة أو شوهاء، سعيدة أو مبتئسة، مفترة الثغر أو مقطبة الجبين»
أما السيدة هدى شعراوي فقد أهدى إليها الشاعر الأسمر ديوان (تغريدات الصباح)، فكتب يقول: (إلى حضرة صاحبة العصمة الزعيمة الكبيرة السيدة الجليلة هدى شعراوى أهدى هذه التغريدات)، وتصف هدى شعراوى شعره فتقول: «إن شعر الأسمر كنغمات البيانو، وهو غذاء كامل للروح، إن الأسمر يتميز بمقدرته على إبراز معانيه التي يريدها إبرازا كامل الوضوح حتى لنكاد نراها بأعيننا ونلمسها بأيدينا»

## أبيات من شعره
الله
| قلتُ للسائل عن مَبْــ   |  | ـلِغ إيمانى بربّـى   |
| لا أرى التفصيلَ فاسمع |  | للذى يأتِى، وحَسْبِى   |
| أعـرف الله بعـقـلى   |  | وأرى الله بقـلبى!! |

من قصيدة الأديبة الزائرة
| وزائرةٍ تَـدَّعِى أنَّهـا   |  | أتتْ لترى بعضَ ما في الكُتُب |
| فقلتُ لها مرحباً مرحباً |  | سَمَوْتِ فجئـتِ لأسمـى أرب    |
| وكُلُّ أديبٍ يُحبُّ الجمالَ  |  | فليتَ الجميلَ يُحـبُّ الأدب   |

من قصيدة نهاية ملك
| لقد وعظتهُ الحادثاتُ فما أرعوى |  | وراحَ مع الأهـواء يلهو ويلعبُ  |
| ومَنْ لم تؤدبهُ الحوادث حولَهُ    |  | تـولاَّه دهــرٌ للمــلوكِ مـؤدِّب  |
| فقل للملوكِ الظالمينَ وغيرِهمْ   |  | شعوبُ الورى ليست بهائم تُسْحبُ!! |

بعد الرابعة والخمسين
| هيهات هيهات لستُ اليوم مُتَّبِعاً  |  | شيطانَ نفسى، ولا ألقى الشياطينا   |
| أبعدَ خمسين عاماً ثم أربـعـة   |  | ألهـو كـمـا كنتُ أيامَ الثلاثينا؟! |
| هَبْنَا المجانين في ماضِى شيبتنا |  | فـهـل نظلُّ وقـد شبنا مجانينا؟!    |

بعد الخامسة والخمسين
| خمسون مَرَّتْ ثم خمسٌ لقد    |  | ضاق على ما ابتغى وقتى |
| وليت شعرى ما الذي أبتغِى |  | وقد دنت مَرْحلة الموت؟! |

صوت من القبور
| نهايتنا نحـو هـذا المكـانْ |  | فـراقـب إلهـك في كـل آنْ    |
| ومُـرَّ بدنياك مَـرَّ الكـرام   |  | عفيفَ اليدين، عفيفَ اللسان   |
| هو العمرُ في لحظةٍ ينتهـى   |  | وما العمر إلا سراب الزمـان |
| تَزَوَّدْ من الخير قبل الرحيلِ  |  | إلينـا وقـبـل فـوات الأوان |

## وفاته
وكأنما كان الشاعر يتنبأ بمصيره فقد وافته المنية يوم الأربعاء السابع من نوفمبر سنة 1956 ميلادية إثر مضاعفات عملية جراحية لاستئصال (حصى بالكلية) بالقاهرة، ودفن بدمياط طبقا لوصيته كما طلب أن تعتلى قبره الآية الكريمة (وقل رب اغفر وارحم وأنت خير الراحمين).

## أعماله المطبوعة
ديوان (تغريدات الصباح) – دار المعارف بالقاهرة – عدد صفحاته 216.
 (ديوان الأسمر) – دار إحياء الكتب العربية بالقاهرة – عدد صفحاته 678.
 (مع المجتمع) كتاب نثرى ينقد فيه الأسمر أحوال المجتمع في أسلوب أدبى جذاب – دار إحياء الكتب العربية بالقاهرة.

ديوان (بين الأعاصير) – شركة فن الطباعة وطبع بعد وفاته.